# Benaià
Benaià (ebraico: בניהו, "YHWH edifica") è un nome comune nella Bibbia ebraica.

## Etimologia
Nell'etimologia del nome, la prima parte di Benaià deriva dalla radice-verbo בנה (bambino), che è un verbo ebraico comune che significa "costruire" La seconda parte di Benaià è יה (Yah) = יהו (Yahu), un derivato del Tetragramma.

## Benaià, figlio di Ioiadà
Il Benaià più famoso nella Bibbia è il figlio di Ioiadà, che proveniva dalla città della Giudea meridionale di Kabzeel. 
Benaià era uno degli uomini potenti di re Davide, comandante della 3ª divisione dell'esercito a rotazione; (2Re 23,20; 1Cronache 27,5). Aiutò Salomone figlio di Davide a diventare re, uccise i nemici di Salomone e servì come capo dell'esercito di Salomone. Su istruzione di Salomone fu responsabile della morte di Adonia (3Re 2,25), Ioab (3Re 2,34 ) e Simei (3Re 2,46). Era a capo dei Cheretei e dei Peletei. Diversi versetti in 3Re 1 chiariscono che Benaià era strettamente legato al partito di Salomone ed escluso dalla fazione di Adonia. È menzionato anche in 2Re 8,18, 23,20-23, 30 e 1Cronache 27,5-6.